# سنگین‌نوک
سنگین‌نوک (نام علمی: Clytorhynchus) نام یک سرده از خانواده مگس‌گیر شهریار است.

### گونه های کنونی
- سنگین‌نوک جنوبی (Clytorhynchus pachycephaloides)
- سنگین‌نوک فیجی (Clytorhynchus vitiensis)
- سنگین‌نوک گلوسیاه (Clytorhynchus nigrogularis)
- سنگین‌نوک سانتا کروز (Clytorhynchus sanctaecrucis)
- سنگین‌نوک رنل (Clytorhynchus hamlini)

### گونه های پیشین
- سنگ‌چشم‌باسترک سانگیهه (as Pinarolestes sanghirensis)[۲]
- سنگ‌چشم‌باسترک کوچک (as Pinarolestes megarhynchos or Pinarolestes megarhynchus)[۳]